# Наріжжя (архітектура)

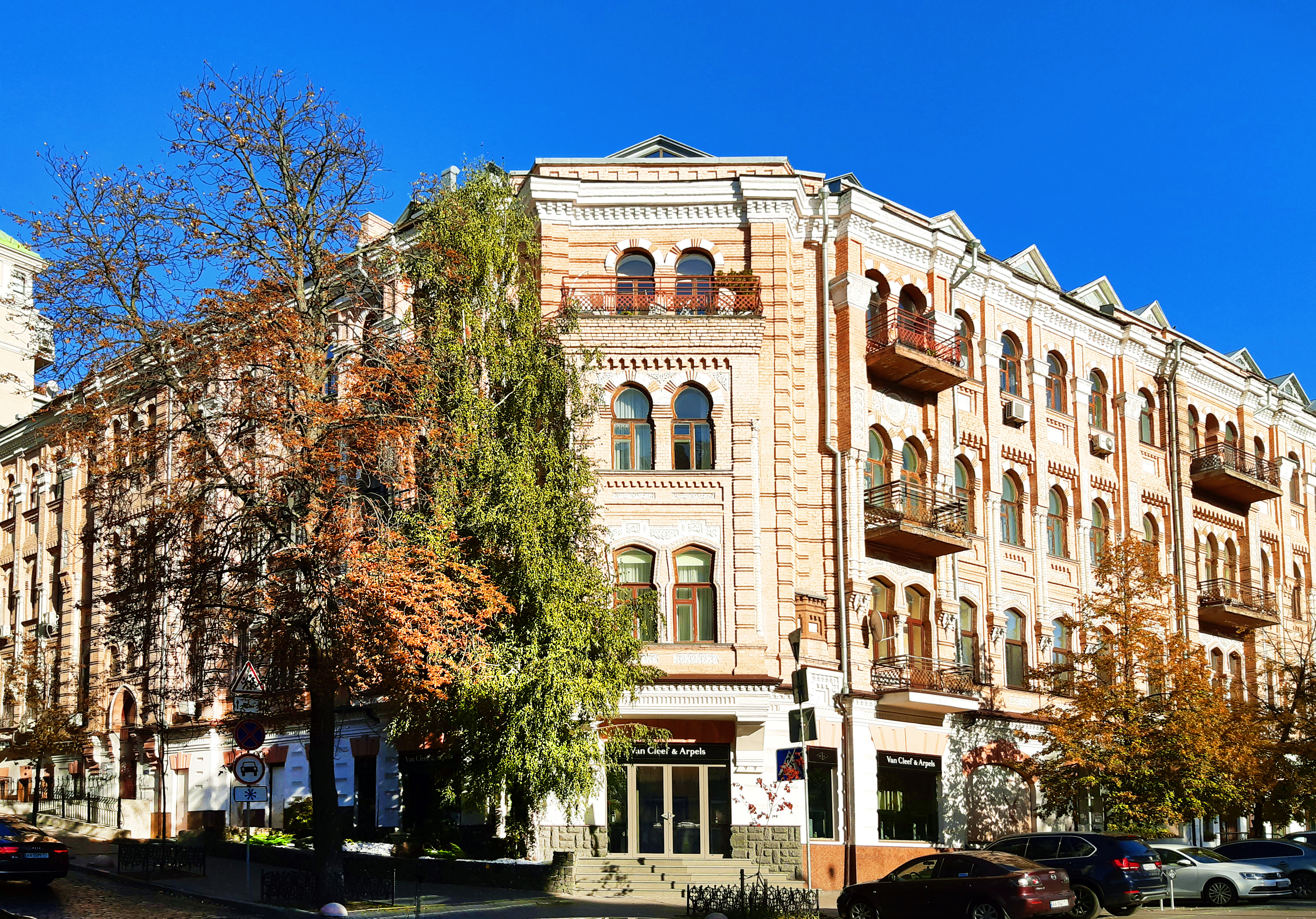
Зрізане наріжжя Будинку з крилатими гуріями, Київ

Нарі́жжя (ріг будинку) — місце, від якого під кутом відходять крила-секції споруди. 
Наріжжя може бути зрізаним.
Ріг вулиці — місце, де сходяться дві вулиці.  